# Toni Artis
Toni Artis (Catarroja, Valencia, 1949) es un cantante español.
Durante su tiempo de estudiante, alternó los libros con su trabajo como decorador. A los 16 comenzó como guitarra rítmica en un grupo de barrio y a los 18, pasó a ser la voz solista del conjunto musical Los Genios, grupo que llegó a grabar un sencillo y con el que ganó su primer Festival de la Canción en Teruel.
Unos años más tarde, y ya en solitario, ganaría también el Festival de Interpretación del Turia. Como a todos, en 1972 le llegó el momento del servicio militar, y tras él, comenzaría su gira con nuevos músicos por toda España.
En 1974, llegaría su primer éxito discográfico, Al salir el sol, con este tema se presenta al Festival de Benidorm, al cual se volvería a presentar en 1978 y llegó a ser finalista.
Este mismo año realizaría su primer LP En recuerdo de una voz. Con temas del repertorio de Nino Bravo, y que en 1976 sería reeditado, en España y Argentina.
De mayo a junio del 75, sería n.º 1 de los 40 principales durante 3 semanas consecutivas, con el tema "Ven otra vez".
Tras varios singles, producidos por el popular locutor valenciano Enrique Gines, Toni cambia de compañía (pasó de Moviplay a Hispavox) con el disco producido por Jesús Glück. No encontraba el apoyo para sus composiciones y su amor a su tierra, por lo que en 1979, editaría un LP, titulado Va nàixer (Nació,con todos los temas en lengua valenciana, letra del poeta Xavier Casp y música del propio Toni Artis.
El locutor Enrique Gines, siempre ha afirmado que el más digno homenaje en forma de disco realizado al afamado cantante Nino Bravo, fue el realizado por Toni Artis.
En 2006 se reúne de nuevo con sus compañeros y amigos del grupo Los Genios, con los que suele ensayar semanalmente, si las obligaciones de sus componentes lo permiten, y finalmente en junio de 2009, se edita un cedé con temas de los 70's que lleva por título Jóvenes, aunque el título original elegido por el grupo fue Canas.

## Discografía

### Singles
- 1969 Los Genios (SG - El nuevo día / Locura)
- 1974 Toni Artis (SG - Unas palabras / Nuestra canción)
- 1974 Toni Artis (SG - Al salir el sol / Cristy) Festival de Benidorm
- 1975 Toni Artis (SG - Ven otra vez / No volverá) Nº 1 de mayo a junio en 40 principales{*}
- 1975 Toni Artis (SG - Tengo miedo / Me voy)
- 1977 Toni Artis (SG - Gina / Adiós, adiós)

### LP
- 1974 Toni Artis (LP - En recuerdo de una voz)
- 1979 Toni Artis (LP - Va nàixer) en lengua valenciana